# Jacques de Castet-Laboulbène
Le colonel Jacques de Castet-Laboulbène est un fantassin puis aviateur pendant la Première Guerre mondiale, un aviateur et résistant français durant la Seconde Guerre mondiale. Il est né à Toulouse le 20 novembre 1896 et mort à Méras le 23 octobre 1979.

## Biographie
Il s'engage en 1914 et part au front en 1915. Il est sous-lieutenant et breveté pilote en 1917. Affecté à l'armée d'Orient, il commande l'escadrille 502 à Sofia en novembre 1918. Prisonnier des Bulgares et condamné à mort, il est sauvé par l'Armistice de 1918.
En 1923, le lieutenant de Castet est affecté au Levant puis il participe aux opérations du Djebel Druze.
Il part avec la Croisière Noire en Afrique-Occidentale française de 1933 à 1934, est promu capitaine, puis commandant en 1934.
Il effectue la première liaison par avion militaire Paris-Hanoï et retour.
Il prend le commandement de la 51e escadre de bombardement en 1937.
À la tête du 19e groupement d'assaut, il participe aux opérations de décembre 1939 à juin 1940.
Après l'Armistice, colonel, il rejoint l'Indochine et prend le commandement du Groupement Nord Aviation. Arrêté par les Japonais le 13 mars 1945, il est interné et torturé pendant plus d'un mois. Il réussit à s'évader, continue à servir en Indochine jusqu'à son retour en France en février 1946.
Il devient président de l'Association « Les Ailes Brisées » en 1947.

## Distinctions
- Grand officier de la Légion d'honneur
- Grand-croix de l'ordre national du Mérite
- Croix de guerre 1914–1918
- Croix de guerre 1939–1945
- Croix de guerre des Théâtres d'opérations extérieurs  avec sept palmes, trois étoiles
- Onze citations dont huit à l'ordre de l'Armée aérienne

## Sources
- Marcel Catillon, Qui était qui?: mémorial aéronautique, Nouvelles Editions Latines, 2004